# Channon Thompson
Channon Thompson est une joueuse trinidadienne de volley-ball née le 29 mars 1994 à San Fernando. Elle mesure 1,81 m et joue au poste de réceptionneuse-attaquante. Elle totalise 25 sélections en équipe de Trinité-et-Tobago.

## Clubs
| Club                  | De        | À         |
| --------------------- | --------- | --------- |
| AZS Białystok         | 2010-2011 | 2012-2013 |
| Évreux Volley-ball    | 2013-2014 | 2013-2014 |
| Ouralotchka NTMK      | jan 2015  | mai 2015  |
| Manisa BBSK           | 2015-2016 | 2015-2016 |
| Béziers Volley        | jan 2017  | mai 2017  |
| Numune SK Ankara      | 2017-2018 | 2017-2018 |
| Rote Raben Vilsbiburg | 2018-2019 | 2018-2019 |
| VC Stuttgart          | 2019-2020 | …         |

## Palmarès

### Clubs
- Challenge Cup
  - Finaliste : 2015.
- Supercoupe d'Allemagne
  - Finaliste : 2019.
- Coupe d'Allemagne
  - Finaliste : 2020.

### Distinctions individuelles
- Championnat d'Amérique du Nord de volley-ball féminin des moins de 18 ans 2010: Meilleur marqueuse.